# Laroque-des-Albères

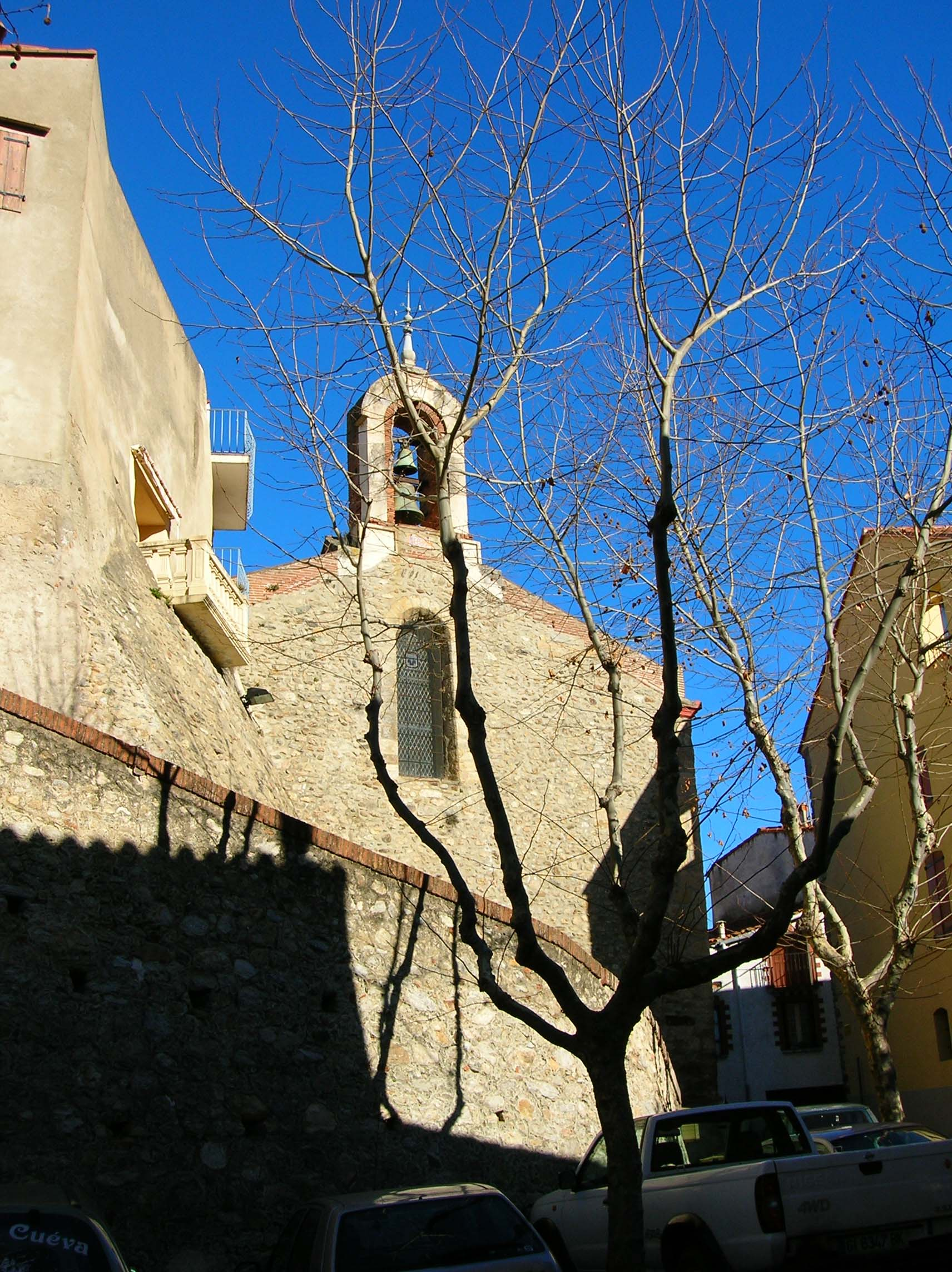
Kościół w Laroque-des-Albères, 2006

Laroque-des-Albères – miejscowość i gmina we Francji, w regionie Oksytania, w departamencie Pireneje Wschodnie.
Według danych na rok 1990 gminę zamieszkiwało 1508 osób, a gęstość zaludnienia wynosiła 74 osoby/km² (wśród 1545 gmin Langwedocji-Roussillon Laroque-des-Albères plasuje się na 249. miejscu pod względem liczby ludności, natomiast pod względem powierzchni na miejscu 371.).

## Populacja

Populacja Laroque-des-Albères w latach 1962–2008